# Beatrice Webb
Pour les articles homonymes, voir Webb.
Ne doit pas être confondue avec l'écrivaine britannique Beatrix Potter.
Martha Beatrice Potter Webb (née à Gloucester le 22 janvier 1858, et morte à Liphook dans le Hampshire, le 30 avril 1943) est une économiste et militante socialiste britannique.

## Biographie
Beatrice Potter naît à Gloucester, dans le comté de Gloucestershire. Elle est la petite fille d'un parlementaire radical, Richard Potter. En 1882, elle entretient une relation avec l'homme politique radical Joseph Chamberlain, alors ministre. En 1890, elle rencontre Sidney Webb, qui l'aide dans ses recherches. Ils se marient en 1892. Elle prend très souvent part aux activités politiques et professionnelles de son mari, y compris au sein de la Fabian Society. Elle participe ainsi à la création de la London School of Economics (LSE). Elle est coauteur de History of Trade Unionism (1894), et cocréatrice du magazine New Statesman en 1913.

## Théoricienne de la coopérative
Elle contribue de manière importante aux théories politiques et économiques du mouvement de la Coopération. Elle est la première à employer les termes de « fédéralisme coopératif » et d'« individualisme coopératif » dans son livre publié en 1891 Le Mouvement Coopératif en Grande-Bretagne,.
Afin de comprendre les enjeux de la pauvreté, elle passa quelque temps dans une situation de pauvreté dans les quartiers de East End, démarrant une tradition suivie par la suite par des réformateurs sociaux tel que George Orwell ou Jack London.
Beatrice Webb pense que les sociétés fondées sur la consommation coopérative doivent former des sociétés fondées sur un mode de coopération de vente de gros et que les coopératives fédéralistes doivent acheter des fermes ou des usines. Elle est très critique vis-à-vis des coopératives ouvrières censées conduire au socialisme, pointant du doigt que de telles tentatives se sont largement soldées par des échecs.
Dans le livre de H. G. Wells The New Machiavelli (1911), les époux Webb, sous le nom des Baileys, sont critiqués comme des bourgeois manipulateurs.

## Eugénisme
Beatrice Webb admire Francis Galton. Elle pousse son époux Sidney Webb à adhérer à la Société eugénique à partir de 1890. Cependant, tous deux rejettent l'idée d'eugénisme positif de Francis Galton. Ils préconisent une action sur l'environnement plutôt que sur la biologie.

## Analyses et soutien du régime soviétique
Les Webb éprouvent tout d'abord une forte animosité pour le régime bolchévique russe, qui se transforme dès le début des années 1930 en admiration. En mai 1932, ils s'embarquent pour la Russie. Dans Soviet Communism: A new civilization?, ils s'emploient de démontrer que le régime en vigueur en URSS constitue une démocratie et, en aucun cas, une dictature, car s'il existe une dictature du Parti, « le contrôle que le Parti exerce sur l'administration ne se manifeste par aucune manifestation contraignante pour le citoyen ordinaire ». S'ils conviennent également de l'existence d'un culte de la personnalité à l'égard de Staline, ils le justifient par le caractère arriéré des masses russes, « incapables de comprendre la philosophie nouvelle du Parti communiste ». Mais cette maladie infantile du communisme devrait disparaître quand les masses seront éduquées. L'ouvrage traite toutefois de certains aspects négatifs de la société communiste, notamment en retraçant l'histoire des organes de répression soviétiques. Concernant la répression de l'intelligentsia, ils essaient de dissocier la direction du Parti des organes d'exécution, tels que la Guépéou qui auraient échappé à son contrôle. Pour l'historien Marcel Liebman, la critique des autorités soviétiques reste en cette matière « empreinte de modération ». La persécution des trotskistes est totalement passée sous silence.
Beatrice Webb, en particulier, avalise le système du parti unique, qu'elle renforce en critiquant véhémentement les partis politiques occidentaux, mettant en question même le principe de leur multiplicité.
Les Webb resteront des fervents soutiens du régime soviétique jusqu'à leur mort.

## Archives
Les écrits de Beatrice Webb, et notamment son journal intime, sont regroupés dans les archives Passfield de la London School of Economics.

## Œuvres
- Cooperative Movement in Great Britain (1891)
- Wages of Men and Women: Should they be equal? (1919)
- My Apprenticeship (1926)
- Our Partnership (1948)

Coécrites avec Sidney Webb :
- History of Trade Unionism (1894)
- Industrial Democracy (1897)
- English Local Government Vol. I-X (de 1906 à 1929)
- The Manor and the Borough (1908)
- The Break-Up of the Poor Law (1909)
- English Poor-Law Policy (1910)
- Examen de la Doctrine syndicaliste, Paris, Librairie du parti socialiste, 1912, 63 pages (traduction d'un article paru en août 1912 dans The Crusade)
- The Cooperative Movement (1914)
- Works Manager Today (1917)
- The Consumer's Cooperative Movement (1921)
- Decay of Capitalist Civilization (1923)
- Methods of Social Study (1932)
- Soviet Communism: A New Civilization? (1935)
  - Réédité en 1937 sous le nom de Soviet Communism: A New Civilization, sans point d'interrogation[11].
- The Truth About Soviet Russia (1942)